# Vincentinum
Vincentinum, plným názvem Dům milosrdenství Vincentinum, byl charitativní ústav pro nevyléčitelně nemocné sídlící v Praze, sídlící nejprve v Husově ulici č. 3 (šlo jen o dvě místnosti s kuchyňkou, dnes je v domě domov mládeže), později v Holešovicích a od roku 1899 na Břevnově v usedlosti Petynka (v roce 1952 s adresou Radimova 32), kde působil do roku 1952, kdy se chovanci i personál museli přestěhovat, a to do bývalé jezuitské koleje na Velehradě. Ústav byl založen Spolkem sv. Vincence z Pauly a prvních deset let (1889–1899) jej provozovaly školské šedé sestry, od roku 1899, tedy od přestěhování na Petynku z Holešovic, ovšem boromejky (nejprve jen tři, později se jejich počet zvýšil na deset). Školní výuce dětí se věnovaly sestry františkánky ze sousední Šlajferky. Ústav vydával také publikace, z nichž některé jsou dostupné online. Vincentinu se též věnuje diplomová práce. Vincentinum je rovněž název vodní plochy před usedlostí. Smečenská pobočka Vincentina, založená roku 1926, se po roce 1948 musela stěhovat do bývalého kláštera v Bruntálu. Dnes sídlí Vincentinum ve Šternberku.